# ICOM transport
ICOM transport a.s. je dopravce se sídlem v Jihlavě, provozující autobusovou dopravu, silniční nákladní dopravu a autorizovaný servis vozidel Mercedes-Benz. V nákladní dopravě se specializuje zejména na potravinářské a citlivé zboží. Provozovny má též v Pelhřimově a Humpolci.
1. ledna 1996 získala firma nový název přejmenováním společnosti Česká silniční automobilová doprava Jihlava, akciová společnost se zapsanou zkratkou ČSAD Jihlava, a. s. 1. ledna 1997 se s ní sloučila ČSAD Pelhřimov, a. s. 10. prosince 2003 na ni přešlo jmění zanikající společnosti VEKR s.r.o. Postupně získala majoritní podíl v šesti dalších dopravních společnostech.
Za počátek skupiny ICOM označuje společnost na svém webu vstup Zdeňka Kratochvíla do představenstva ČSAD Jihlava od 22. srpna 1994. 15. srpna 2005 paní Bohuslava Kratochvílová mimořádné valné hromadě prokázala, že vlastní v akciích 91,76 % základního kapitálu společnosti. Valná hromada schválila přechod všech ostatních akcií na tuto hlavní akcionářku za stanovené protiplnění. Dcera Kateřina Kratochvílová se v roce 2003 stala předsedkyní představenstva. 
Od dubna 2025 přestane zajišťovat dopravní obslužnost Jihlavska pro Kraj Vysočina. 

## Ocenění
V roce 2017 společnost získala ocenění Cena hejtmana Kraje Vysočina za společenskou odpovědnost v kategorii soukromý sektor nad 250 zaměstnanců. V roce 2018 získala společnost Cenu hejtmana Kraje Vysočina za společenskou odpovědnost, 3. místo v kategorii soukromý sektor nad 250 zaměstnanců.

## Skupina ICOM transport
Podle zprávy ČTK ze 7. září 2006 má ICOM transport a. s. majetkový podíl i v dalších dopravních firmách:
- ČSAD Benešov, a. s. – od roku 2000 majoritní podíl (dceřiná společnost)
- ČSAD Jindřichův Hradec, a. s. – od roku 2000 majoritní podíl (dceřiná společnost)
- ČSAD Slaný, a. s. – od roku 2000 majoritní podíl (dceřiná společnost)
- ČSAD Ústí nad Orlicí, a. s. – od roku 2000 majoritní podíl (dceřiná společnost)
- TRADO-BUS, s. r. o. (Třebíč) – od roku 2003 plné vlastnictví (dceřiná společnost)
- TRADO-MAD, s. r. o. (Třebíč) – od roku 2003 plné vlastnictví (dceřiná společnost)
- Československá automobilová doprava Praha - západ s. p. – dle ČTK vlastnický podíl od roku 2004, vzhledem k právní formě (státní podnik) je ale tato informace pochybná. Od 7. srpna 2002 je ČSAD Praha-západ s. p. v konkursu.

Firmy skupiny užívají k označení autobusů a zastávek jednotný grafický styl.
Skupina ICOM transport má podle ČTK 816 autobusů, 445 nákladních aut, 2450 zaměstnanců, z toho asi 1500 řidičů. Podle vlastní informace v roce 2005 měla 1400 vozových jednotek o průměrném stáří 4 roky, z toho 900 autobusů (z toho 367 značky Mercedes Conecto), 2400 zaměstnanců, přepravila 2,1 miliónů tun zboží a 43 miliónů osob. Zhruba 90 % autobusové dopravy tvoří linková regionální doprava, zbylou část podílu představuje městská a dálková. Obrat skupiny za rok 2005 byl 2,69 miliardy korun.

### Jiné údaje
Benešovský deník 4. března 2006 oznámil, že radnice se rozhodla investovat do nového integrovaného terminálu, které by sloučil vlakové a autobusové nádraží ve Vlašimi. Autobusová část má mít tři krytá nástupiště se 14 stanovišti.
Začátkem září 2006 firma ČSAD Slaný a. s. zasáhla do krize autobusové dopravy v Ústeckém kraji. V části kraje má nahradit dopravce Dopravní podnik Ústeckého kraje a. s. a ČSAD Česká Lípa a. s., jimž kraj smlouvy vypověděl. Ředitel ČSAD Slaný nabídl zaměstnání řidičům z těchto společností.

## Události

### Spor o Jihlavu
4. června 2007 ICOM transport umístil dopravní značku, jíž zakázal na stanoviště 1–13 autobusového nádraží v Jihlavě vjíždět vozidlům vyšším než 3,60 metru. Tím znemožnil vysokým autobusům Student Agency, dosud zastavujícím u stanoviště č. 7, z jehož blízkosti jezdí i linky jiných dopravců do Prahy. Důvodem bylo zastřešení nástupiště, pro vyšší vozy upravil vlastník AN pouze stanoviště č. 30. Student Agency se obrátila nejprve na jihlavský magistrát a pak na Úřad pro ochranu hospodářské soutěže s podezřením na zneužívání dominantního postavení, ten však podnět odložil jako nedůvodný. 